# Jacqueline Rudet
Jacqueline Rudet (née en 1962) est une dramaturge britannique,,. 

## Biographie
Née à Londres, en Angleterre, Jacqueline Rudet (également connue sous le nom de Magdalene St Luce), passe ses premières années dans l'île caribéenne de la Dominique, avant de retourner en Grande-Bretagne et d'étudier le théâtre au Barking College.
La pièce Basin de Rudet est inaugurée au Royal Court Theatre le 29 octobre 1985. Situé dans un appartement londonien après une fête la veille, l'histoire centrée sur l'amitié entre trois femmes dominicaines vivant à Londres , Basin de Rudet est publié dans Black Plays, édité par Yvonne Brewster (Methuen, 1987), et des extraits ont été inclus dans l'anthologie Filles d'Afrique (éd. Margaret Busby, 1992).

## Œuvres
- De l'argent pour vivre . Première production au Royal Court Theatre, 1984. Publié dans Plays by Women, Vol. 5, éd. Mary Remnant, Methuen, 1986) [7],[3].
- Bassin . Produit au Royal Court Theatre, 1985.
- Le Commandant en second de Dieu . Produit pour la première fois au Royal Court Theatre, 1985[8].
- Reprenez ce qui vous appartient . Première production au Warehouse Theatre, Croydon, 1989.